# Craugastor psephosypharus
Craugastor psephosypharus es una especie de anfibio anuro de la familia Craugastoridae.
Se distribuye en la zona montana junto al Caribe desde Guatemala hasta el limítrofe Belice; quizá en la zona fronteriza de Honduras.
Su hábitat natural se conforma de bosque tropical y subtropical húmedo montano. 
Está amenazada de extinción debido a la destrucción de su hábitat.